# Heede (Basse-Saxe)
Pour les articles homonymes, voir Heede.
Heede est une commune allemande de l'arrondissement du Pays de l'Ems, Land de Basse-Saxe.

## Géographie
La commune se situe au nord de l'arrondissement, sur la rive ouest de l'Ems, le long de la frontière avec les Pays-Bas.
| Vlagtwedde | Rhede  | Papenburg |
| Bourtange  | Heede  | Lehe      |
| Sellingen  | Dersum | Dörpen    |

Le territoire de Heede est traversé par la Bundesautobahn 31, les Bundesstraßen 70 (Moormerland-Wesel) et 401 (Heede-Oldenbourg). Le Küstenkanal passe près de l'Ems.

## Histoire
Heede est mentionné pour la première fois dans un acte de résidence nobiliaire en 1177 sous le nom de "Heithe". Cependant le lieu est connu depuis le VIIIe siècle.
La "maison de Heede" est une propriété du diocèse de Münster, évangélisé par saint Liudger. En 1252, la principauté épiscopale de Münster domine l'Emsland face à ses voisins, en particulier les Pays-bas et la Frise orientale. Une série de forts est établie le long de l'Ems et donc à Heede, en particulier près du marais de Bourtange entre Westerwolde et Emsland. Scharpenburg est bâti vers 1467. Au début du XVe siècle, le château-fort semble avoir été changé complètement, comme témoignent les vestiges trouvés au XIXe siècle, pour ressembler à un Wasserburg de Westphalie.
Sur le territoire, se trouve un tilleul dont on croit qu'il est millénaire. Il est le plus grand d'Europe : circonférence du tronc: environ 17 m, hauteur: 26 m, diamètre de la couronne: 35 m, âge: 600 - 1000 années.
Heede est connu pour être un lieu d'apparitions mariales. Quatre filles (Grete Ganseforth, Anni Schulte, Maria Ganseforth et Susanne Bruns), âgées de onze à treize ans, auraient vu dans le cimetière près de l'église de Saint-Pierre, en 1937 la Mère de Dieu qui se présente sous le nom de « Reine de l'Univers » et la « Reine des pauvres âmes ». Le régime Nazi interne un temps les jeunes filles et réprime durement toute tentative de dévotion par les chrétiens. Chaque année, environ 70 000 pèlerins se rendent à Heede. Le diocèse d'Osnabrück se montre très prudente, ne veut pas de conflit, elle ne lance pas d'enquête auprès de Rome. En 2000, l'évêque Franz-Josef Bode déclare que Heede doit être un lieu de culte pour la Vierge, cependant de nouveau il n'entame pas d'enquête.

## Sources
- (de) Cet article est partiellement ou en totalité issu de l’article de Wikipédia en allemand intitulé « Heede (Emsland) » (voir la liste des auteurs).